# Getingtjärnen, Västmanland
Getingtjärnen är en sjö i Hällefors kommun i Västmanland och ingår i Norrströms huvudavrinningsområde.